# Incarum pavonii
Incarum pavonii là một loài thực vật có hoa trong họ Ráy (Araceae). Loài này được (Schott) E.G.Gonç. mô tả khoa học đầu tiên năm 2005.